# أنتونوف أن-50
أنتونوف أن-50 (بالإنجليزية: Antonov An-50)‏ كان مخطط طائرة خطوط جوية بأربعة محركات نفاثة من قبل شركة أنتونوف في الاتحاد السوفيتي، وذلك في الجزء الأول من عقد 1970. كانت الطائرة مُشتقة من طائرة النقل أنتونوف أن-24، وكان من المُخطط أن تُزوَّد بأربعة مُحرّكات نفاثة من نوع AI-25 في حاضنات مزدوجة محمولة على أبراج ذات انحناء حاد أمام الحافة الأمامية للجناح. ومع ذلك، لم يتم بناء أي نماذج من الطائرة وتم إلغاء المشروع. يُمكن رؤية نموذج بلاستيكي للطائرة يُعطي فكرة عن تصميمها.

## وصلات خارجية
- صور للنموذج البلاستيكي لأنتونوف أن-50